# Сіяк Дарія Остапівна
Дарія Остапівна Сіяк (25 травня 1908, Бучач, нині Тернопільської області, Україна — 5 грудня 1977, Сарсель, Франція) — український педагог, бібліотекар, громадська діячка. Дружина Володимира Кубійовича (друга).

## Життєпис
Народилася 25 травня 1908 року в м. Бучачі (Бучацький повіт, Королівство Галичини та Володимирії, Австро-Угорщина, нині Тернопільської області, Україна) в сім'ї відомого на Тернопільщині українського громадсько-політичного діяча Остапа Сіяка. 
У 1930—1934 роках навчалася в Познанському університеті. Від 1935 року працювала і проживала у Львові, брала активну участь у діяльности товариств «Пласт», «Сокіл», інших громадських об'єднаннях.
Під час другої світової війни в 1942—1945 рр. працює в Українському центральному комітеті (УЦК). Від 1945 р. — в Німеччині, працювала викладачем у табірних гімназіях; від 1948 р. — в НТШ.
У 1951 р. переїхала до Сарселя, працювала секретарем Інституту заочного навчання. Від 1956 р. — бібліотекар НТШ (зокрема, провела каталогізацію бібліотечних фондів), пізніше — голова контрольної комісії НТШ у Європі.
Вийшла заміж за д-ра Володимира Кубійовича. Допомагала йому упорядковувати архів УЦК, укладати Енциклопедію українознавства, також співредагувала його наукові праці, історичні дослідження, спогади, статті.
У Канадському Інституті Українських студій (Едмонтон) засновано Фонд Володимира та Дарії Кубійовичів.
Померла 5 грудня 1977 року, похована в м. Сарселі поблизу Парижу поряд з чоловіком у спільному похованні українських вчених, діяльних у НТШ.

## Доробок
Авторка низки публікацій.
- Французькі радіопересилання про Україну // Сучасність. — 1963. — № 2 (26).
- Найпопулярніша гра — футбол // Юнак. — 1965. — № 10 (28).
- Юрій Шульмінський // Юнак. — 1968. — № 5 (59).
- Олекса Новаківський (1872—1972) // Сучасність. — 1972. — № 5 (137).
- Уривок спогаду // Бучач і Бучаччина: Історично-мемуарний збірник. — Нью-Йорк; Лондон; Париж; Сидней; Торонто, 1972.
- Сковородіяна // Нові дні. — 1972. — № 274.
- Континент. Новий журнал — вільна трибуна Східної Европи // Український Голос. — 20 ХІ 1974.
- Мистецтво живого слова // Сучасність. — 1975. — № 9.
- Збірник доповідей про А. Кримського // Сучасність. — 1975. — № 10 (178).
- Бібліографія історії Церкви // Сучасність. — 1975. — № 11.
- Неповна бібліографія // Сучасність. — 1976. — № 1 (181).
- Україніка в збірнику Польської Академії Наук  // Сучасність. — 1976. — № 2 (182).
- Одна з цеглин до історії літератури // Сучасність. — 1976. — № 3 (183).
- Пам'яті Єжи Єнджеєвіча // Сучасність. — 1976. — № 4 (184).
- Церковне мистецтво Лемківщини (рецензія на Кармазін-Каковський В. Мистецтво лемківської церкви, 1975) // Сучасність. — 1976. — № 11 (191).
- Огляди нових видань у щомісячниках «Нові дні» (1971, № 256; 1971, № 262; 1973, № 282—283, 1976, № 316), «Українське життя» (1973, 4 (662)), журналі УІТ «Український історик» (1972, № 3—4 (35—36)).